# Isaac Lupien
Isaac Lupien (Canadá, 30 de marzo de 1995) es un actor, bailarín, coreógrafo y profesor de baile canadiense, es conocido por interpretar a Eldon en The Next Step.

## Biografía
Lupien nació en Canadá el 30 de marzo de 1995.  Empezó a bailar a los 11 meses de edad, y oficialmente a los 2 años, estudiando con dos de los mejores coreógrafos: Mia Michaels y  Mandy Moore. En 2013 consigue un papel para la serie The Next Step, donde interpreta a Eldon un bailarín del estudio del mismo nombre, donde comparte protagonismo con: Victoria Baldesarra, Trevor Tordjman, Brittany Raymond, Alexandra Beaton, Samantha Grecchi y Lamar Johnson entre otros.

## Vida personal
Hijo de los propietarios y operarios de la Canadian Dance Company. Su padre, Allain Lupien, actuó en la serie The Next Step, interpretando a Lucien.

## Filmografía

### Televisión
- The Next Step (2013-2025) - Eldon

### Cine
- Destellos de genio (2008) - Bob Jr.[2]
- The Next Step Live: The Movie (2015) - Él mismo
- Jazz Hands (2017) - Isaiah